# Newbrough
Newbrough è un villaggio nel Northumberland, in Inghilterra. Si trova sulla riva nord del fiume Tyne, a circa 8 chilometri a ovest di Hexham e fa parte della circoscrizione parlamentare di Hexham. Anticamente faceva parte del feudo di Thornton. Newbrough, come anche Fourstones, si trovano sulla strada romana Stanegate che, costruita nel 71 dopo Cristo, correva da est a ovest e funse da originale frontiera settentrionale prima della costruzione del Vallo di Adriano. La chiesa di Newbrough sorge sul sito di uno dei forti che sorgevano lungo questa strada.